# Крупнопанельное домостроение

Крупнопанельное домостроение

Крупнопанельное домостроение — способ сборного строительства, заключающийся в использовании в качестве несущих и ограждающих конструкций панелей крупных габаритов (с длиной или высотой «на комнату») из железобетона (также керамзитобетона, шлакобетона и т. п.) при необходимости с внутренним слоем теплоизоляционного материала.

## Описание
Из архивов Fotothek и Bundesarchiv:
Панельное домостроение в мировой практике широко применяется при наличии трех основных предпосылок:
1. Имеется необходимость массового строительства на территориях, где спрос и цена на жилье позволяют покрывать издержки производства крупнопанельных блоков и их логистики.
2. Имеется соответствующая сырьевая база, энергетика и ресурсы для производства.
3. Комплексная подготовка строительных площадок под массовую застройку панельными домами требует специальных технических решений.

Строительство панельных домов невозможно при отсутствии дорог достаточной грузоподъёмности и ширины (специальные машины для доставки крупных монтажных единиц — панелевозы, в составе автопоезда весят до 40 тонн и имеют транспортные радиусы разворотов до 18 метров или требуют организации сквозных проездов вдоль каждого монтируемого дома). Использование мощного подъемного кранового оборудования на строительных площадках (масса панелей до 9 тонн при вылетах стрелы не менее 30 метров требует использования кранов грузоподъемностью от 14 тонн).
Положительными качествами панельного домостроения является быстросборность конструкций возводимого жилого дома, высокая степень отделочной готовности конструкций (идеально плоские элементы и поверхности не требующие затрат на отделку), качество выпускаемых промышленным способом конструкций и сборных элементов значительно выше чем у конструкций изготавливаемых в условиях строительных площадок. Максимальная этажность определяется расчетом конструкций жилого дома и может составлять 25 этажей и более.
Современные панельные жилые дома развиваются одновременно с меняющимися технологическими решениями производств. Конкуренция в производстве очень велика, что заставляет технологов домостроительных комбинатов не только привлекать материалы и технологии, сокращающие прямые материальные затраты, но и повышать потребительские качества продукции, в том числе уменьшаются допуски отклонений геометрических параметров изделий, изделия становятся более удобными в монтаже, в отделке. Применяются уже готовые решения фасадной отделки в заводских условиях. Производства практически уходят от привязки к фиксированному шагу проектирования, то есть габариты изделий теперь могут быть ограничены только параметрами веса и транспортными габаритами при доставке.
В современных технологических условиях положительные качества панельного домостроения стали вполне применимы для малоэтажного и индивидуального жилищного домостроения.
Наработанный опыт северных стран Европы в малоэтажном строительстве с применением панелей (Финляндии, Швеции, Эстонии и Германии) позволяет применять новые технологии не только в производстве панелей, но и в конструкторских решениях при монтаже зданий. Так, нашли применение в строительстве не только сварные, но и заливные (монолитные, или правильно — «омоноличенные») узлы сопряжения конструкций, что делает конструкцию не только монолитной, но и повышает общее сопротивление конструкции влиянию ветра (продуваемости швов), упрощает решение вопросов герметизации. Конструктивный расчет такого здания делается как на монолитное здание (в отличие от сварных узлов, в расчете учитываемых как шарнирные соединения), с учётом армируемых связей в самих узлах сопряжений конструкций.
В России так же есть заводы, использующие современные технологические решения и узлы в панельном и каркасном домостроении.
Основными видами возводимых панельных зданий в настоящее время являются каркасные и бескаркасные. К первому типу относят каркасно-панельные, а ко второму — крупнопанельные. Монтаж зданий обоих типов производится из индустриальных сборных железобетонных конструкций.

### Каркасные здания
Каркасно-панельные здания подразделяются на две конструктивные схемы: с полным каркасом и с внутренним каркасом.
Здания, возведённые по схеме «полный каркас», конструктивно представляют собой пространственный каркас, который образуется при помощи внешних опорных стоек-колонн и ребристых панелей перекрытия. К стойкам каркаса крепятся панели стен и внутренних перегородок, которые являются несущими. Кроме того, к схеме «полный каркас» относятся здания с поперечным и продольным каркасом.
В зданиях типа «внутренний каркас» внешние опорные колонны отсутствуют, а в роли несущих выступают внутренние колонны и панели наружных стен на которые опираются плиты перекрытий.
Пролёты каркасно-панельных зданий составляют 5,6 м или 6 м. Вдоль здания разнесены колонны с шагом 3,2 м или 3,6 м. Высота этажей таких зданий составляет 2,8 м при двухэтажной разрезке колонн. Соединение ригелей и колонн сварное. Колонны имеют консоли, которые проходят сквозь и изготавливаются из прокатной двутавровой стали. Ригели опираются на эти консоли, своей нижней частью, выполненной с подрезкой.
В каркасных зданиях повышенной этажности (высотой 12 до 16 этажей и выше) шаг между поперечными рамами составляет 6 м, что позволяет осуществить более свободную планировку помещений.
Высота этажей в зданиях повышенной этажности, в зависимости от их назначения, может составлять:
- Административные здания, медицинские и учебные учреждения — 3,3 м[2].
- Жилые здания и гостиницы — 2,8 м[2].
- Конструкторские бюро, торговые центры, лабораторные корпуса — 3,6 м или 4,2 м[2].

### Бескаркасные здания

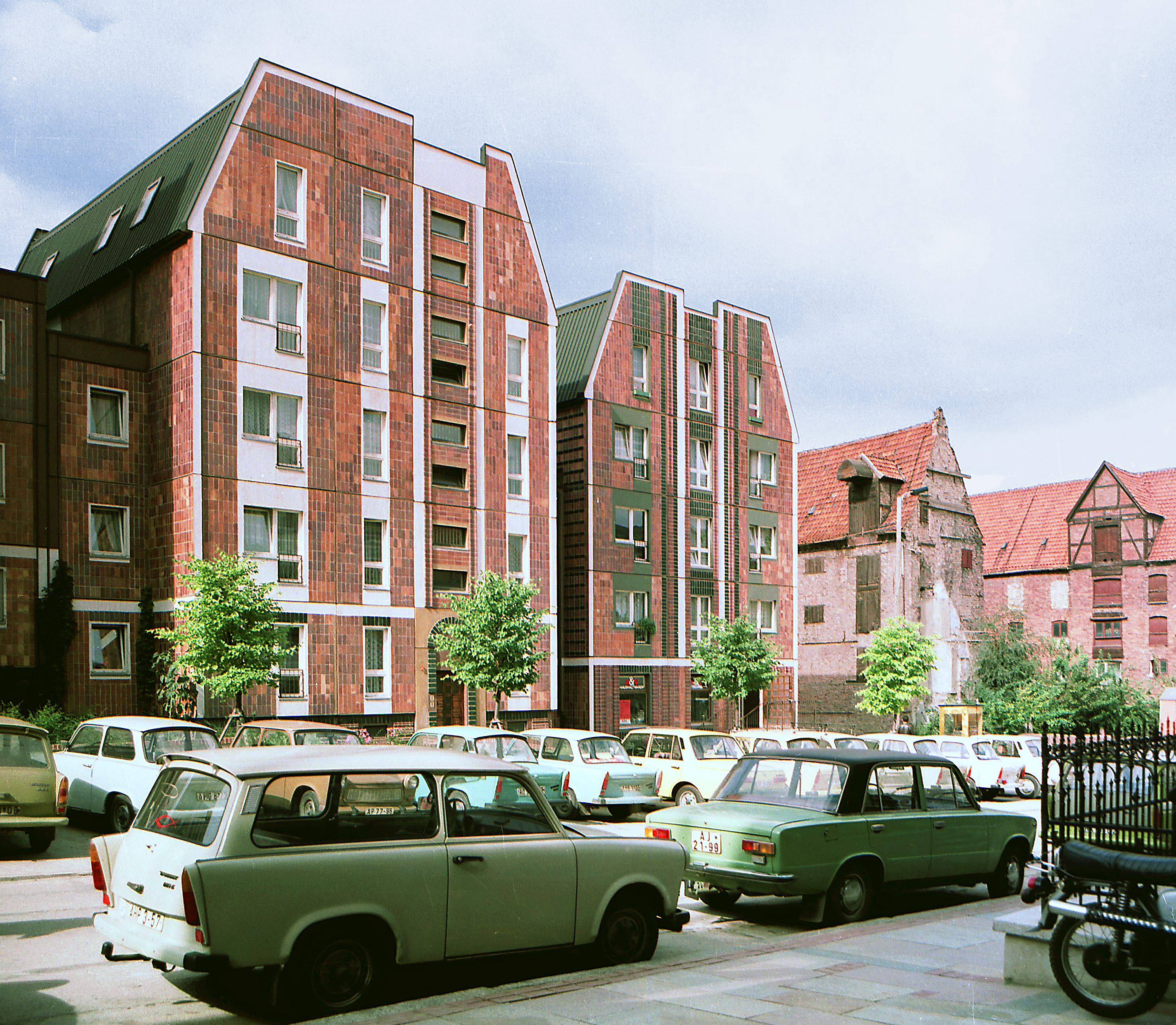
Крупнопанельные жилые дома в Ростоке (Германия)

Крупнопанельные здания относятся к типу бескаркасных. В зависимости от этажности здания и его назначения существуют различные конструктивные схемы.
Крупнопанельные жилые здания и дома гостиничного типа высотой до пяти этажей делятся на три основных схемы:
- Здания с несущими наружными и внутренними поперечными и продольными стенами[2].
- Здания с самонесущими наружными стенами и несущими поперечными стенами[2].
- Здания с несущими наружными и внутренними продольными стенами[2].

В зданиях с поперечными перегородками несущими элементами выступают внутренние поперечные перегородки, на которые опираются плиты перекрытий. Наружные панели в таких зданиях предельно облегчены и укрупнены и выступают только в качестве ограждающих элементов, так как нагрузка от перекрытий ими не воспринимается.

## Элементы конструкции
Различают панели для стен и межэтажные панели перекрытий. Для стен изготавливаются внутренние и наружные панели. Их размеры закладываются на этапе проекта и напрямую зависят от размеров помещений. Также к элементам крупнопанельного дома относятся лестничные площадки и марши, санитарно-технические кабины, объёмные блоки шахты лифта, вентиляционные блоки, а также экраны ограждения балконов и лоджий.

### Панели для внешних стен
Панели внешних стен выпускаются двух основных разновидностей:
1. Однослойные панели. Изготавливаются из лёгкого железобетона или бетона конструктивных марок[3].
2. Многослойные панели[3].

Наружные стеновые панели, используемые в зданиях с конструктивной схемой типа «поперечные перегородки», производят с использованием лёгких строительных материалов: керамзитофибробетон, ячеистый бетон.
Длина панелей для внешних стен, применяемых в пятиэтажных домах равна шагу поперечных панельных стен-перегородок. В зависимости от назначения здания, фасадные панели выпускаются следующих размеров: 2,5 м; 2,8 м; 3,2 м; 3,6 м и 6 м.

### Панели для внутренних стен

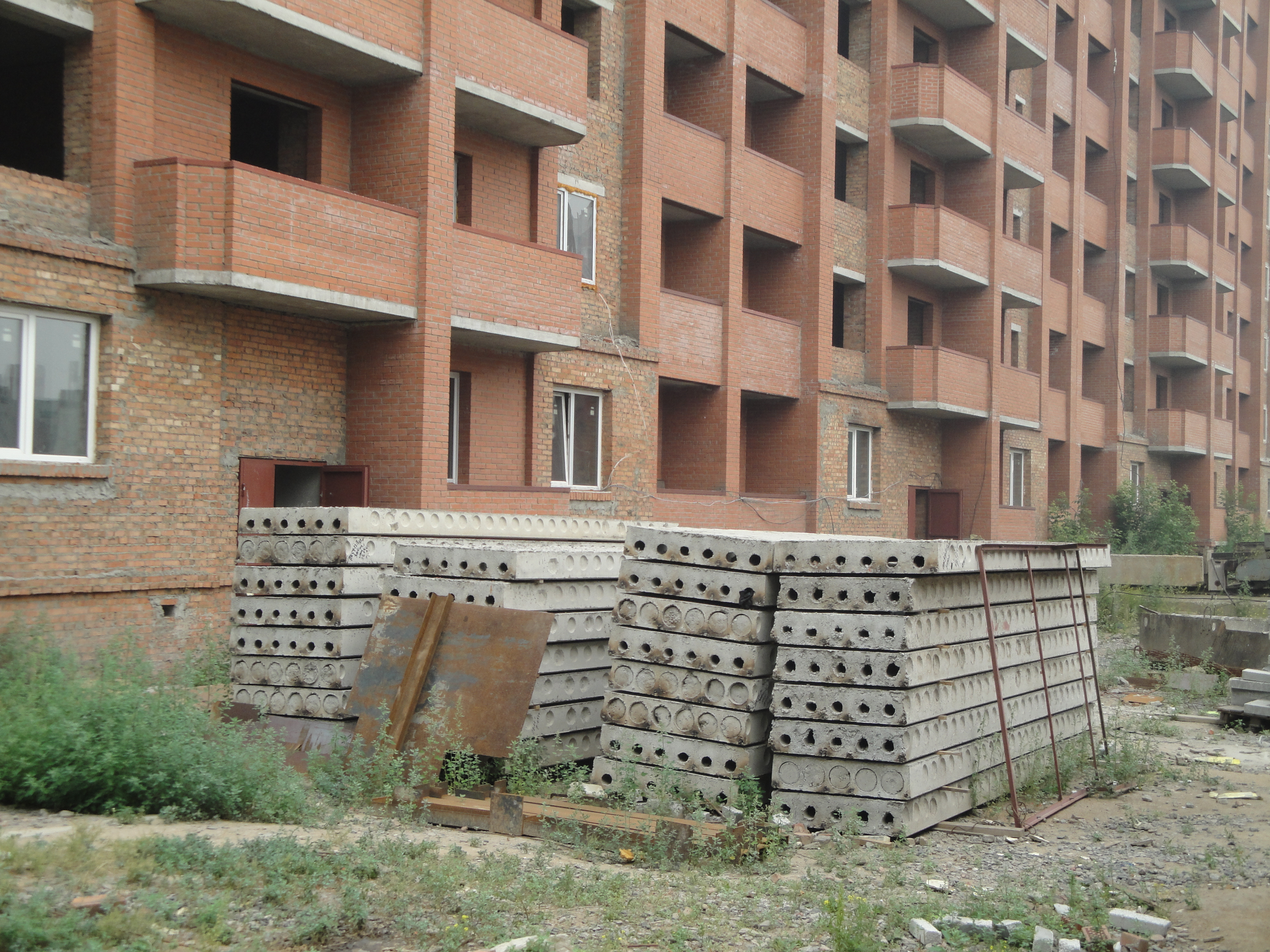
Многопустотные плиты перекрытий

Изготавливаются однослойными, а в качестве материалов применяется лёгкий или обычный железобетон. В зависимости от своей толщины, внутренние панели могут применяться как в качестве несущих стен, так и в качестве панелей диафрагм жёсткости. Внутренние стены, не являющиеся несущими устанавливаются, в основном, в качестве стен-перегородок лёгкой конструкции.

### Плиты перекрытий
Существует три основных вида плит перекрытий:
1. Полнотелые железобетонные панели[3].
2. Частично сборно-монолитные плитные элементы со слоем бетона[3].
3. Многопустотные плиты — с круглыми пустотами[3].

### Панели из керамических или газосиликатных блоков
Стеновые панели могут быть изготовлены из крупноформатных блоков (керамический блок, газосиликатный блок, шлакоблок и т. д.). Производство панелей осуществляется на специальном оборудовании, в котором наиболее трудозатратные процессы автоматизированы. Для транспортировки и монтажа используется специальная оснастка. В случае когда стены из керамических блоков изготавливаются в цеху, а затем транспортируются на стройку, их монтаж возможен в максимально короткие сроки с наименьшими трудозатратами и в любые погодные условия. Совокупность оборудования для изготовления стен, оснастки для транспортировки и монтажа представляет собой технологию готовых стен.
Преимущества технологии готовых стен:
- оператор при осуществлении кладки всегда находится в эргономичном положении
- применение ручного крана снижает усталость рабочего
- замес раствора осуществляется автоматически
- автоматическое нанесение раствора нужной толщины
- облегченное выставление керамических блоков
- стабильно-высокое и контролируемое качество готовых стен

## Технологический процесс

### Проектирование и изготовление
Выпуск всех элементов панельных зданий производится на специализированных предприятиях, называемых заводами крупнопанельного и каркасно-панельного домостроения. Производство элементов крупнопанельного здания может осуществляться следующими тремя (основными) способами:
- Вертикальным формованием в кассетах (кассетный).
- Горизонтальным формованием на поворотных обогреваемых вибростолах
- Конвейерным, либо агрегатно-поточным методом (формованием панелей в горизонтальном положении в отдельных формах).
- Способом вибропроката. В этом случае используется прокатный стан (конструкции Козлова Н. Я.).

В Советском Союзе с начала 1960-х годов существовали типовые проекты заводов КПД, мощность которых составляла от 35 до 140 тыс. м² площади в год. Самым распространённым из методов производства панелей в СССР являлся кассетный.

### Перевозка
Для перевозки готовых панелей применяют специальные автотранспортные средства — панелевозы (рамные, безрамные, ферменные), представляющие собой прицеп или полуприцеп. Их грузоподъёмность может достигать 24 тонн.

### Возведение

Процесс сборки

Монтаж каркасных зданий повышенной этажности производится по связевой системе.
Возведение бескаркасных зданий заключается в использовании внутренних и внешних несущих стеновых панелей и плит перекрытия, которые устанавливаются рядом друг с другом и друг над другом таким образом, что после заливки бетоном швов и стыков между ними получается устойчивое сооружение.

## Преимущества и недостатки
Компоненты панельного дома, представляющие собой крупные железобетонные плиты, изготавливают на домостроительных комбинатах. По качеству любые изделия, изготовленные в заводских условиях с должным техконтролем, всегда будут отличаться в положительную сторону от изделий, произведённых прямо на стройплощадке.
Строительство панельного дома напоминает сборку детского конструкторского набора. На стройплощадку доставляют уже готовые детали сооружения, которые строителям остается лишь смонтировать. В результате этого производительность труда на такой постройке очень высока. Площадь строительной площадки гораздо меньше необходимой при строительстве кирпичного дома. Такие длительные и трудоёмкие процессы, как установка арматуры или бетонирование, какие характерны для монолитного домостроения, полностью исключены. И как раз в этом специалисты и видят главное преимущество панельного домостроения перед другими типами строительства. Также плюсом панельных домов является то, что он не будет давать усадку после постройки, а квартиры в таких домах не потребуют особого ремонта и выравнивания поверхностей.
Недостатком является невозможность выпуска широкого ассортимента конструкций. Особенно это относится к разнообразию форм изготавливаемых конструкций, которые ограничиваются типовыми опалубками. Фактически, на заводах ЖБИ изготавливаются только конструкции, требующие массового применения. В свете этого обстоятельства широкое внедрение технологии сборного железобетона приводит к появлению большого количества однотипных зданий, что, в свою очередь, приводит к деградации архитектуры региона. Такое явление наблюдалось в СССР в период массового строительства.

## История

### В мире
Первые дома, в которых были использованы крупные панели, выполненные из армированного бетона, появились в 1910 году в составе Форест-Хилс Гарденс, расположенного в одном из пригородов Нью-Йорка, Куинсе. Данный проект представлял собой город-сад.
Названный в честь инженера и архитектора Гросвенора Аттербери, принцип возведения известен в Европе как Система Аттербери. В Великобритании и Франции этому предшествовало возведение экспериментальных сооружений с использованием малоразмерных бетонных элементов. В данных сооружениях использовались серийно изготовленные элементы из других исходных материалов — дерево, металл и др.
До 1920 года архитектура зданий и сооружений основывалась на национальных и культурных особенностях страны. Формы сооружений представляли собой набор из разных архитектурных эпох. Для их сооружения были необходимы строительные материалы, изготовлявшиеся вручную, а следовательно, они были высокозатратны. Монтаж несущих стен зданий производился методом каменной кладки. Затраты времени и стоимость данного метода были весьма высоки.
Стремительная урбанизация потребовала крупномасштабного жилищного строительства и новых строительных технологий и техники. Новый способ сборного строительства с использованием предварительно изготовленных на заводах железобетонных изделий стандартных панелей сокращал время строительства, а, соответственно, сокращалась и стоимость всего сооружения.
После 1920 года возникает новая архитектурная эпоха, которая с 1950-х годов называется Интернациональным стилем.
Основные его идеи:
- Отказ от историчности и её наработанных форм.
- Использование новых материалов, таких как: сталь, стекло, преднапряжённый бетон.
- Снижение материальных затрат.

Сборное крупнопанельное строительство всё более совершенствовалось и в конечном итоге способ стал признанным стилем. Отказ от изысков и украшений зданий, а также применение стандартных материалов сделало форму зданий единой.
В Германии первое здание, по проекту тогдашнего советника по строительству Мартина Вагнера, было построено в период с 1926 года по 1930 год в Берлин-Лихтенберге, являвшийся в те времена частью района Берлин-Фридрихсфельде. При этом речь шла о возведении 138-квартирного жилого посёлка военного поселения со зданиями высотой в два-три этажа.
Строительная площадка посёлка была подготовлена аналогичная площадке при традиционном кирпичном строительстве. На месте были отлиты многослойные бетонные панели массой до 7 т, а затем были перемещены козловым краном на сборный пункт и доставлены на площадку для монтажа. Данный способ сооружения был использован Мартином Вагнером и раньше, в 1921 году, на возведении «Бетонной деревни», в одном из жилых кварталов района Амстердам Ост.
Жилая единица Ле Корбюзье представлял собой тип высотного дома и являлся прообразом современного крупнопанельного строительства в архитектуре и философии жилья. Основу своей идеи Ле Корбюзье представил в 1925 году в павильоне «Эспри Нуво» на Всемирной выставке в Париже. Образцы Жилой единицы Ле Корбюзье были возведены в четырёх французских городах и в Берлине в период с 1947 года по 1965 год.
Проекты должны были ликвидировать недостаток жилья после Второй мировой войны. Ле Корбюзье видел свой проект жилого дома как идеальное решение массовой застройки. Он хотел путём стандартизированной продукции достичь высокого уровня эффективности. Эта форма хозяйствования и широкое распространение должны были обеспечить повышенный комфорт массам населения. Были сконструированы большие и дешёвые сборные жилые дома, что способствовало популярности самого Ле Корбюзье и его способу стандартного строительства.
С той поры были построены и до сих пор строятся по всему миру жилые посёлки, высотные здания офисов, промышленные здания и сооружения, а также здания и сооружения прочего назначения, выполненные из отлитых на месте или заводским способом бетонных панелей и готовых бетонных элементов.

### СССР
Научная разработка проектов панельно-каркасного жилищного строительства началась в 1940 году, в НИИ строительной техники Академии архитектуры СССР коллективом под руководством Г. Кузнецова. Однако война прервала эти работы. В конце 1943 — начале 1944  на Урале остро встал вопрос об ускоренном строительстве постоянного, капитального жилья для строителей и эксплуатационников активно расширяющейся сети электростанций. В связи с этим в Свердловске в тресте Главуралэнергострой состоялось экстренное заседание. В ходе заседания решался вопрос о скоростном строительстве жилья. Главный инженер группы подготовки производства Алексей Тимофеевич Смирнов предложил в качестве материала железобетонные панели. В ходе бурного заседания предложение Смирнова утвердили. 11 июля 1944 года руководство треста издало приказ № 74. Его ключевой фразой стало: «Организовать завод для изготовления строительных конструкций и деталей». Производство развернули в городе Берёзовском (пригород Свердловска), здесь же в декабре 1945 года был собран первый в стране панельный дом.
В 1947 году Институт строительной техники Академии архитектуры СССР запроектировал 4-этажный дом каркасной конструкции с заполнением стен крупными панелями. В начале 1948 года дом был построен в Москве на Соколиной горе (проспект Будённого, дом 43). Так крупнопанельное домостроение, получив старт в уральском городе Берёзовском, развернулось по всей стране. В Москве индустриальный метод строительства многоэтажных жилых домов был апробирован архитектором В. И. Светличным, который заключался в широком применении при строительстве готовых конструкций и железобетона, что заложило предпосылки для дальнейшего панельного домостроительства.
1-506 — одна из первых советских типовых серий крупнопанельных жилых домов. Она была разработана институтом «Ленпроект Архивная копия от 27 июля 2020 на Wayback Machine» в середине 50-х годов. Дома этой серии начали возводить в Ленинграде в 1956 году. Первые дома были экспериментальными и обозначались шифром 1-506Э. Эти дома стали переходным периодом от сталинок к хрущёвкам и получили название «панельные сталинки». Дома серии 1-506 от сталинок унаследовали метраж комнат, высоту потолков, раздельные санузлы и толстые наружные стены, обеспечивающие теплоизоляцию.

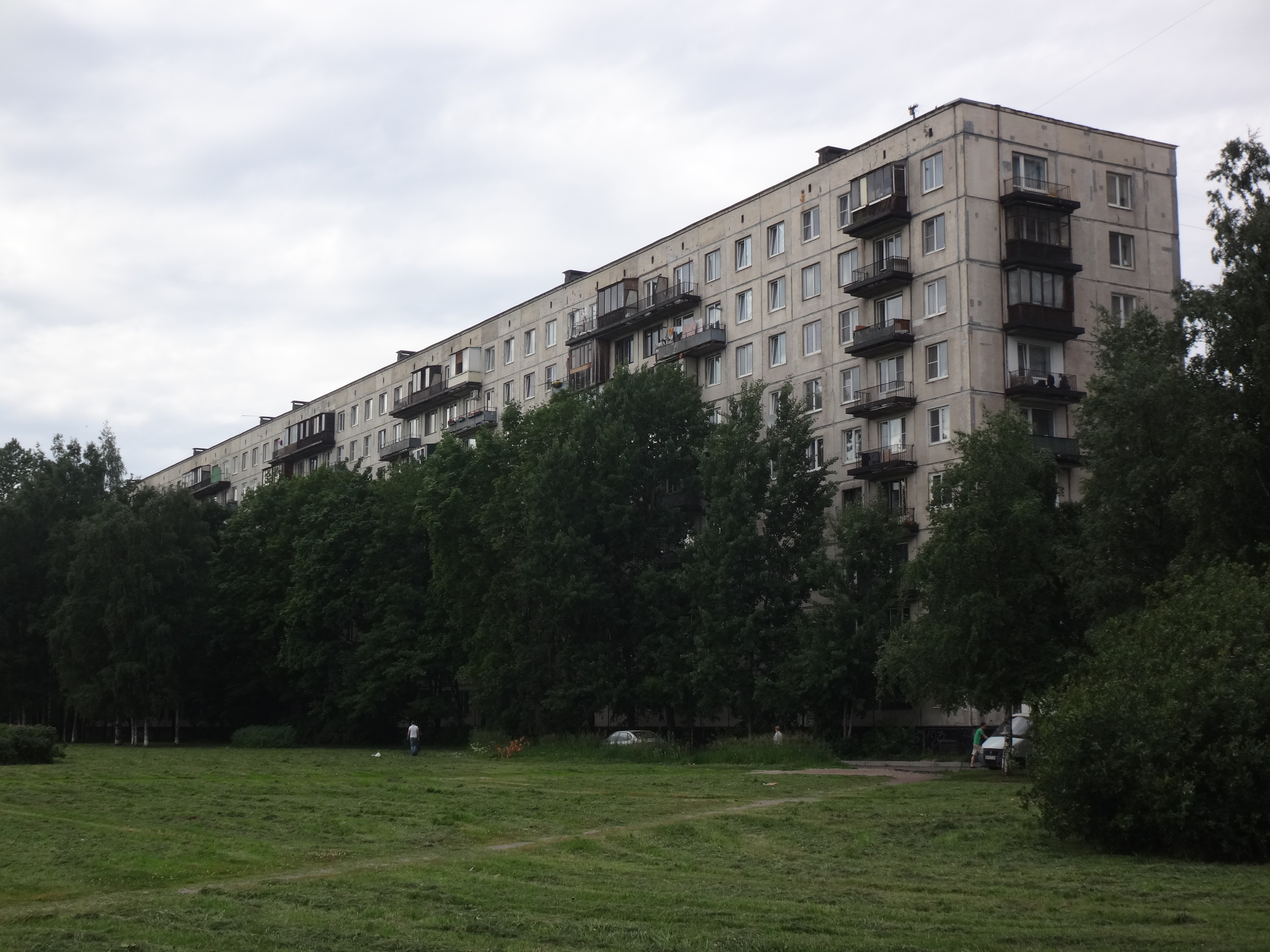
Панельный дом 606-й серии в Санкт-Петербурге. Построен в 1970 году

### Французская Республика
Архитектура 1950 годов проектировалась и возводилась при непосредственном участии Корбюзье. Прежде всего это Марсельский блок (1947—1952) — многоквартирный жилой дом в Марселе, расположенный особняком на просторном озеленённом участке. Корбюзье использовал в этом проекте стандартизированные квартиры «дуплекс» (в двух уровнях) с лоджиями, выходящими на обе стороны дома. Изначально Марсельский блок был задуман как экспериментальное жилище с идеей коллективного проживания (своего рода коммуна). Внутри здания — в середине по его высоте — расположен общественный комплекс услуг: кафетерий, библиотека, почта, продуктовые магазины и прочее. На ограждающих стенах лоджий впервые в таком масштабе применена раскраска в яркие чистые цвета — полихромия. В этом проекте также широко применялось пропорционирование по системе «Модулор».
Подобные «жилые единицы» (частично видоизменённые) были возведены позже в городах Нант-Резе́ (1955), Бри-ан-Форе (1961), Фирмини (1968), в Западном Берлине (1957). В этих постройках воплотилась идея «Лучезарного города» Корбюзье — города, благоприятного для существования человека.